# Zipper Interactive
A Zipper Interactive amerikai videójáték-fejlesztő cég, amely a Sony Computer Entertainment Worldwide Studios része, székhelye a washingtoni Redmondban található. 1995-ben alapította Jim Bosler és Brian Soderberg. Számos játékot készítettek, köztük a népszerű SOCOM (U.S. Special Operations Command) videójáték-sorozatot. A SOCOM-ot a Naval Special Warfare Commanddal együttműködve fejlesztették, a Sony Computer Entertainment jelentette meg PlayStation 2-re. 2006. január 25-én a Sony bejelentette, hogy felvásárolták a Zippert a többi fejlesztőstúdiójuk mellé.
A Zipper Interactive bezárását 2012. március 30-án jelentette be a Sony Computer Entertainment.

## Videójátékok
| Cím                                     | Megjelenés           | Platform             |
| --------------------------------------- | -------------------- | -------------------- |
| DeathDrome                              | 1996. október 31.    | Microsoft Windows    |
| Recoil                                  | 1999. február 28.    | Microsoft Windows    |
| Top Gun                                 | 1998.                | Microsoft Windows    |
| MechWarrior 3                           | 1999. május 31.      | Microsoft Windows    |
| Crimson Skies                           | 2000. szeptember 17. | Microsoft Windows    |
| SOCOM: U.S. Navy SEALs                  | 2002. augusztus 27.  | PlayStation 2        |
| SOCOM II: U.S. Navy SEALs               | 2003. november 4.    | PlayStation 2        |
| SOCOM 3: U.S. Navy SEALs                | 2005. október 11.    | PlayStation 2        |
| SOCOM: U.S. Navy SEALs Fireteam Bravo   | 2005. november 8.    | PlayStation Portable |
| SOCOM: U.S. Navy SEALs Combined Assault | 2006. november 7.    | PlayStation 2        |
| SOCOM: U.S. Navy SEALs Fireteam Bravo 2 | 2006. november 7.    | PlayStation Portable |
| MAG                                     | 2010. január 26.     | PlayStation 3        |
| SOCOM 4: U.S. Navy SEALs                | 2011. április 19.    | PlayStation 3        |
| Unit 13                                 | 2012. február 22.    | PlayStation Vita     |